# Тараканы (Кировская область)
Тараканы — опустевшая деревня в Сунском районе Кировской области в составе  Кокуйского сельского поселения.

## География
Находится на расстоянии примерно 11 километров по прямой на юго-восток от районного центра поселка  Суна.

## История
Известна была с 1763 года как Торокановский починок с 50 жителями, принадлежавший Успенскому Трифонову монастырю. В 1873 году учтено здесь (уже деревня Таракановская) дворов 14 и жителей 138, в 1905 30 и 207, в 1926 37 и 196, в 1950 39 и 150. В 1989 оставалось 15 жителей. 

## Население
Постоянное население  составляло 4 человека (русские 100%) в 2002 году, 0 в 2010.